# 端山貢明
端山 貢明（はやま こうめい、1932年〈昭和7年〉4月28日 - 2021年〈令和3年〉5月11日）は、日本（東京都出身）の作曲家、メディア研究者、東北芸術工科大学名誉教授。

## 来歴
1932年、東京に生まれる。東京藝術大学音楽学部在学中に、『ヴィオラ協奏曲』(1955)を作曲し文化庁芸術祭文部大臣賞を受賞。同大学卒業後、1957年、フランス政府給費留学生として渡仏、パリ国立音楽院でオリヴィエ・メシアンらに学ぶ。
1959年帰国し作曲を続ける。NHKの放送音楽、映画音楽なども手掛ける。また、芸術的表現と社会的コミュニケーションのメディアとしてのコンピュータに着目した研究活動に取り組む。1969年、『ピアノと管弦楽のための交響的変容』が文化庁芸術祭ラジオ音楽の部優秀賞を受賞。1972年、コンピュータ・アート・センターを設立。同年から1978年、「国際コンピュータ・アート展」を企画実施。1974年、ソシアル・ダイナミクス研究所を設立。コンピュータグラフィクスの技術表現や社会メディアとしての研究、通商産業省(現経済産業省)等からの委託による調査研究に取り組む。1978年、『曲舞』を最後に作曲から離れる。
1993年、1992年に山形県に開学した東北芸術工科大学のデザイン工学部情報デザイン学科教授に就任し情報環境学を教え、山形県域の地域情報化、地域励起化に貢献する。1998～1999年度、情報デザイン学科学科長を務める。学生への教授はもちろん、地元の行政・企業等の社会に対してもその知識を広めた。1995年度、東北芸術工科大学との連携によりネットムセイオンの試行となる「山形Net-Expo」の実施に取り組む。1996年、山形県ホームページ「ゆとり都山形」を開設、山形市ホームページ開設を指導する。同年以降、ケーブルテレビ山形(現ダイバーシティメディア)の研究フェローとしてトーク番組『今日とは違う、世界がある。』に同社の吉村和文社長と共にレギュラー出演した。
日本大学芸術学部、中京大学、大阪芸術大学等の非常勤講師を務める。2000年、東北芸術工科大学名誉教授。2021年5月、89歳で逝去した。

## 作曲作品
- 1955 ヴィオラ協奏曲 (文化庁芸術祭文部大臣賞受賞)
- 1955 オーボエとヴィオラのためのソナタ
- 1956 クラリネット・ソナタ
- 1958 Sinfonia pour Grand Orchestre
- 1960 ピアノ・ソナタ
- 1962 大手拓次の詩による三つの歌
- 1964 無伴奏ヴァイオリン・ソナタ
- 1965 打楽器群とオーケストラのための協奏曲
- 1967 こどものための現代ピアノ曲集
- 1969 管楽器と打楽器の群のためのメタボリズム
- 1969 ピアノと管弦楽のための交響的変容 (文化庁芸術祭ラジオ音楽の部優秀賞受賞)
- 1971/76 打楽器奏者のための直会(なおらい)
- 1975 六人の打楽器奏者とオーケストラのための道(タオ)
- 1978/80 曲舞

## 著作等
- 1982 『新しいアニメーション』編共著(美術出版社)
- 1983 『イメージ・シンセティクス』(みずうみ書房)
- 1983 『今日と明日の科学技術』端山貢明「おわりに」(みずうみ書房)
- 1985 「ヒューマンリソース―人間の生得の権利の支障のない実現―」(未発表論文)
- 1998 「地域づくりはまずインナーネットから」(『GRAPHICATION』NO.98掲載)
- 2000 「ネット・ムセイオンを目指してⅠ―IT支援によるネット環境におけるアクセス型の学習機能空間の施行」(東北芸術工科大学紀要No.7)